# SN (Automarke)
SN, evtl. auch SN 1 genannt, war eine britische Automarke.

## Markengeschichte
Steve Collins und Neil Morgan gründeten 1982 das Unternehmen Steaney Developments in Chalgrove in der Grafschaft Oxfordshire. Sie begannen mit der Produktion von Automobilen und Kits. Der Markenname lautete SN. Ab 1984 setzte Amplas aus dem gleichen Ort die Produktion unter Beibehaltung des Markennamens fort. 1986 endete die Produktion. Lemazone aus Leigh überarbeitete das Modell und vermarktete es 1986 als Lemazone Comet. Insgesamt entstanden etwa acht Exemplare.

## Fahrzeuge
Das einzige Modell war der SN 1. Der Ursprung lag im Modell Eurocco von Embeesea Kit Cars. Das Fahrzeug basierte auf dem Fahrgestell des VW Käfers. Darauf wurde eine Karosserie aus Fiberglas montiert. Das Coupé mit Stufenheck bot Platz für 2 + 2 Personen. Die Windschutzscheibe kam vom Ford Escort, die Türscheiben vom Ford Cortina, die Heckscheibe vom Ford Cortina Kombi, die Scheinwerfer vom Fiat 126 und die Türscharniere vom Bedford CF.